# Január
Január (régiesen Januárius) az év első, 31 napos hónapja a Gergely-naptárban. Nevét Ianusról kapta, aki a kapuk és átjárók istene volt az ókori római mitológiában. A népi kalendárium szerint január neve Boldogasszony hava. A 18. században a magyar nyelvújítók a januárnak a zúzoros nevet adták.  
A január és a február volt az utolsó két hónap, amit utólag hozzáadtak a római naptárhoz, mivel az ókori rómaiaknál ez a téli időszak eredetileg nem kapott hónapot. Bár egy ideig még március volt az év első hónapja, hamarosan a január vette át ezt a helyet. Ezt követően a konzulok is január 1-jén léptek hivatalba.
A hónap első napja a mindenki által ismert újév napja.

## Január eseményei

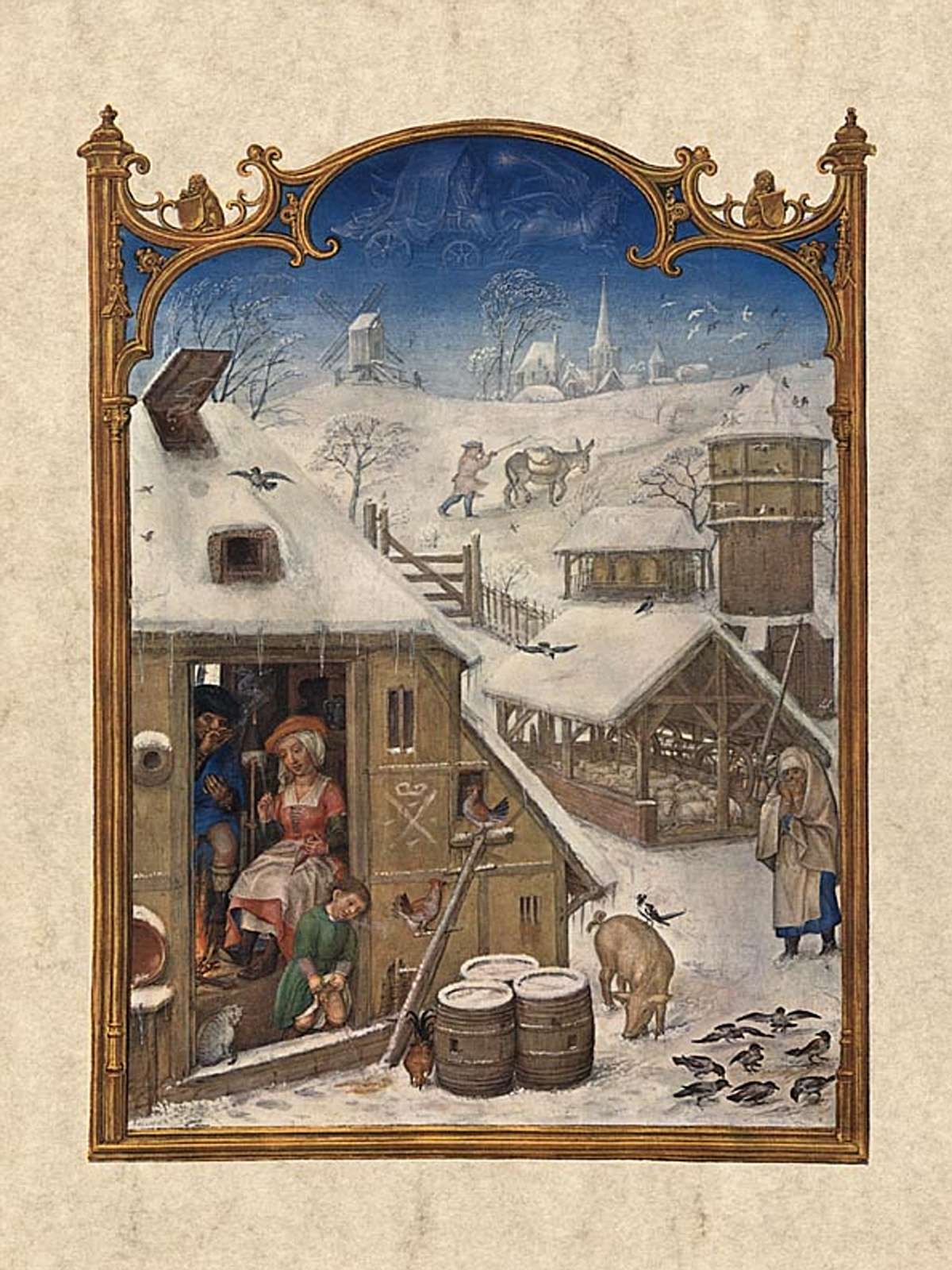
Január a Grimani Breviáriumban

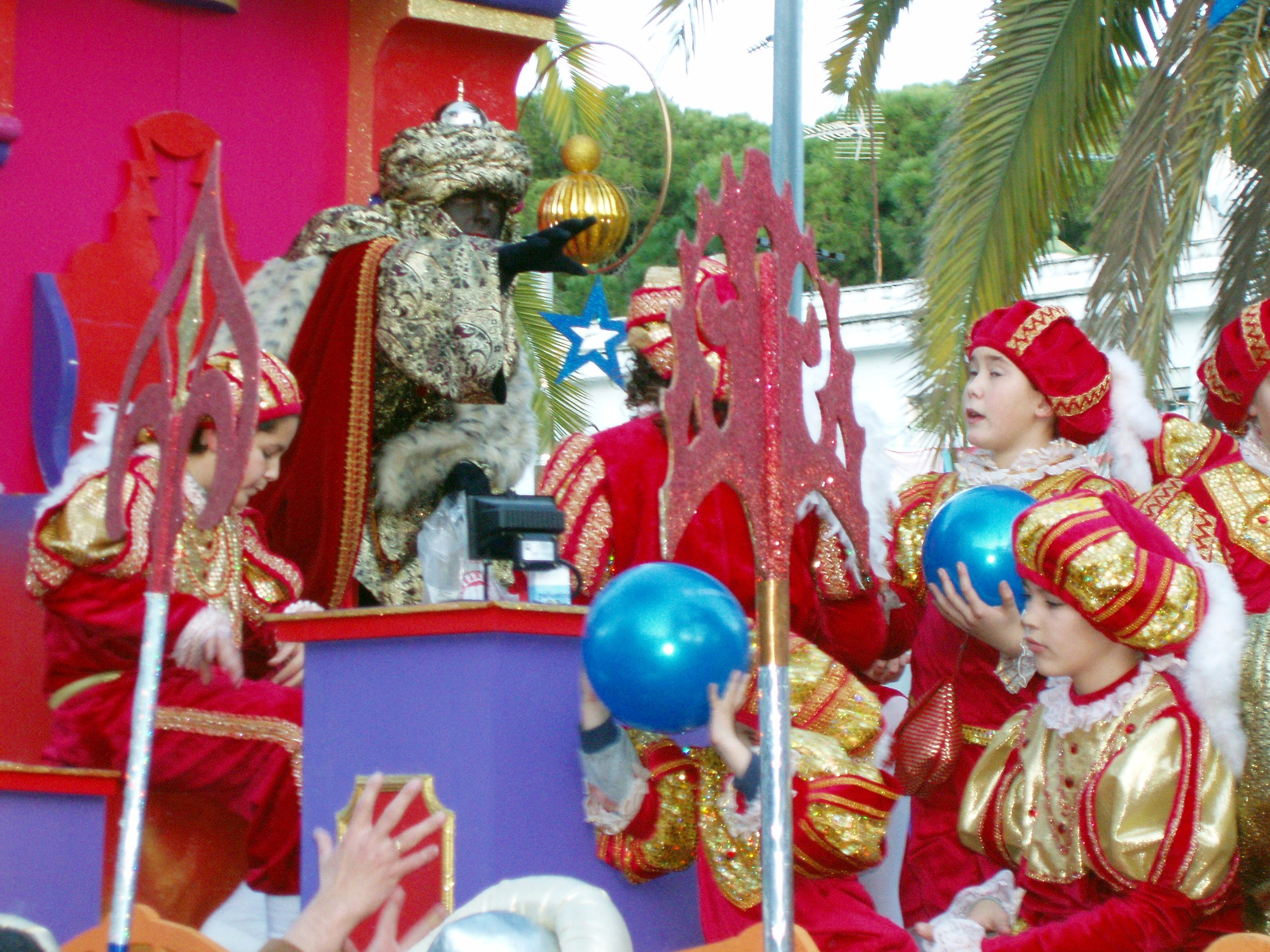
A háromkirályok felvonulása (Cádiz, Spanyolország, 2006. január 5.)

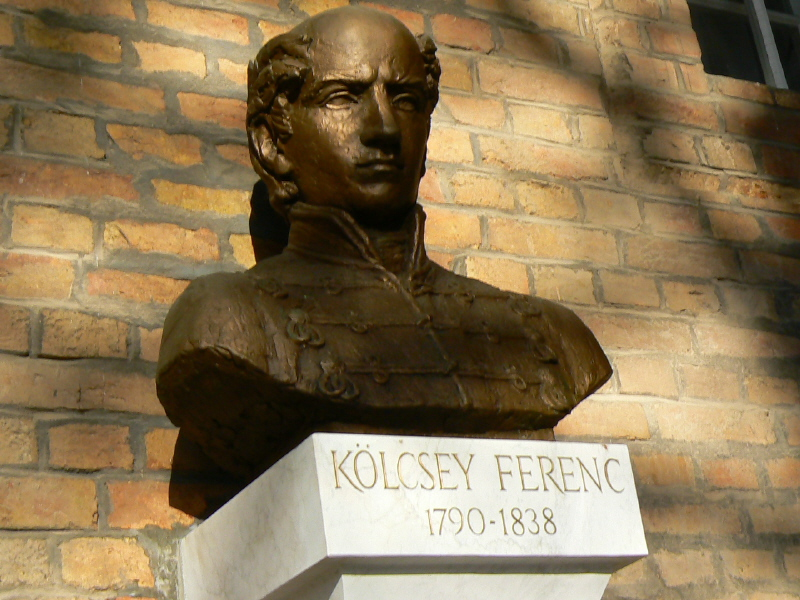
Kölcsey szobra Szegeden. A magyar kultúra napja a Himnusz születésnapja (január 22.)

Szeidzsin-siki: nagykorúvá válásukat ünneplő japán lányok 2008-ban

### Állandó ünnepek és emléknapok
A hónap napjainak egy-egy jellemzőbb ünnepe, emléknapja.
(A részleteket és a további ünnepeket, emléknapokat lásd az adott nap szócikkében!)
- január 1.: Újév napja · a béke világnapja[2] · Szűz Mária istenanyaságának ünnepe
- január 2.: Nagy Szent Vazul és Nazianzoszi Szent Gergely ünnepe
- január 3.: Jézus nevének napja
- január 4.: A Braille-írás világnapja
- január 5.: Spanyolország - a háromkirályok felvonulása
- január 6.: Vízkereszt (a farsang kezdete)
- január 7.: Kambodzsa - a népirtó rendszer fölött aratott győzelem napja
- január 8.: Bulgária - bábanap (Babinden), az anyaság ünnepe
- január 9.: Panama - a mártírok napja
- január 10.: Benin - Vudu-nap
- január 11.: Marokkó - függetlenségi ünnepnap
- január 12.: A Magyar 2. hadsereg emléknapja
- január 13.: Litvánia: a szabadság védelmének emléknapja
- január 14.: India - szankranti az őszi aratás záróünnepe[3]
- január 15.: A Wikipédia születésnapja (Wikipedia Day) (2001) * * Malawi nemzeti emléknapja (John Chilembwe Day)
- január 16.: USA - a vallásszabadság napja
- január 17.: Nagy Szent Antal ünnepe
- január 18.: Árpád-házi Szent Margit ünnepe
- január 19.: USA - Lee tábornok emléknap
- január 20.: Szent Sebestyén ünnepe
- január 21.: Szent Ágnes ünnepe
- január 22.: A magyar kultúra napja
- január 23.: Kaposvár napja
- január 24.: Szalézi Szent Ferenc ünnepe
- január 25.: Szent Pál apostol megtérése - Pálfordulás napja
- január 26.: Ausztrália napja
- január 27.: A holokauszt nemzetközi emléknapja
- január 28.: Aquinói Szent Tamás ünnepe
- január 29.: Balassagyarmat, „a legbátrabb város” napja
- január 30.: India - a mártírok emléknapja (Mahátma Gandhi halála napján)
- január 31.: Bosco Szent János ünnepe

### Mozgó ünnepek és emléknapok
- január második hétfője: Szeidzsin-siki - A japánoknál „a nagykorúvá válás” 1948 óta nemzeti ünnep, amikor az ország azokat ünnepli, akik betöltötték a 20. életévüket. Ezt a napot január 15-én ünnepelték egészen 1999-ig, amikor a japán vezetés az egymást követő munkaszüneti napok mellé tette, a rohamosan fejlődő gazdaság hatására.
- január harmadik hétfője: USA - Martin Luther King Jr. Nap (Martin Luther King Jr. Day), ilyen módon Ronald Reagan 1983-as elnöki proklamációja alapján 1986. január 20. óta
- január harmadik vasárnapja: A vallások világnapja
- január utolsó vasárnapja: A lepra elleni harc világnapja
- január vége: Srí Pancsami (Shree Panchami) hindu tavaszünnep[4]
- január 21 és február 21 között: kínai holdújév
- január közepe és február közepe között: tu bisvát, a fák ünnepe.

## Januári népszokások, hagyományok
Bővebben lásd az egyes napoknál!

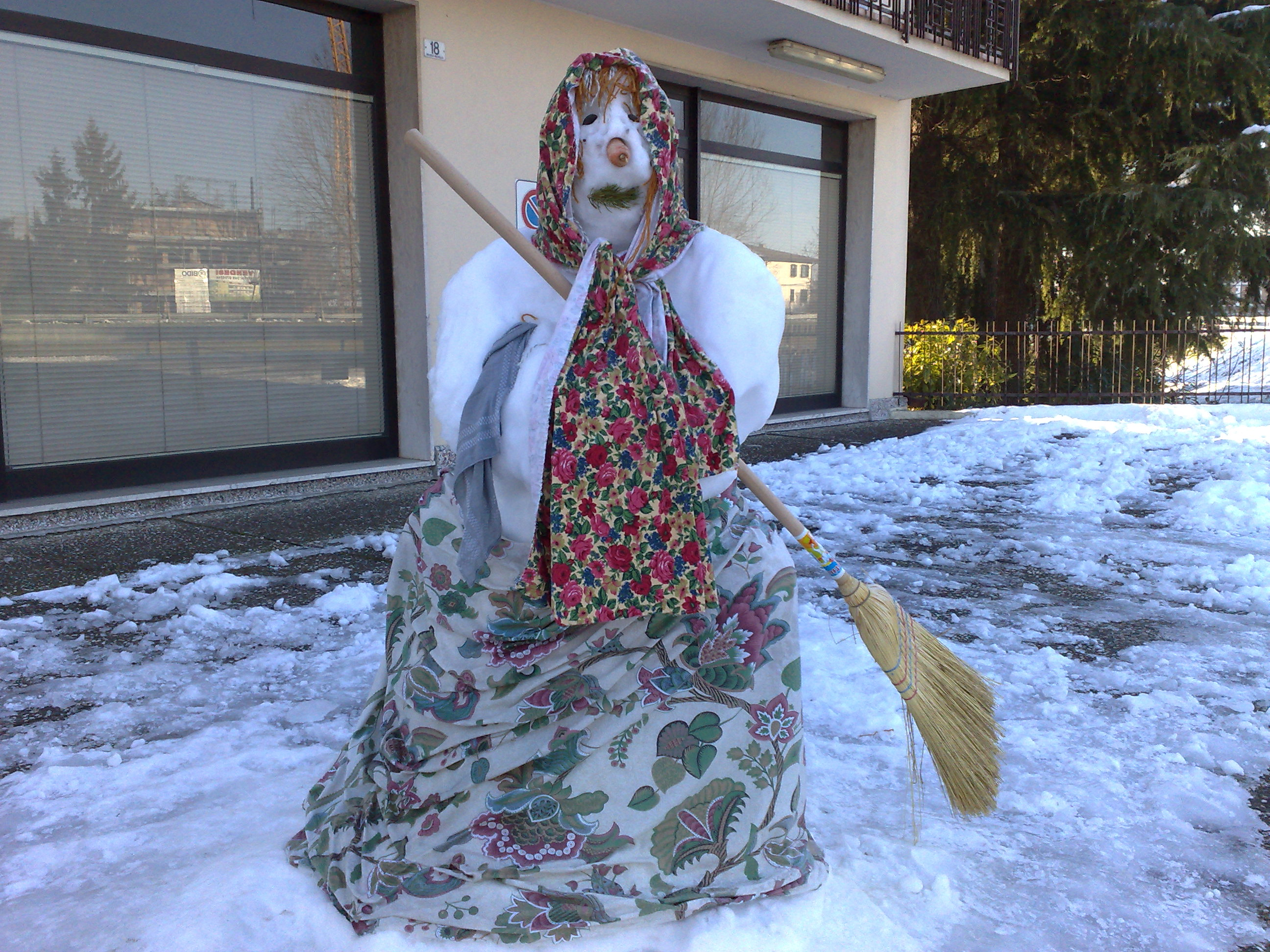
Vízkereszt napján hóból épített „jó boszorkány” Olaszországban

Január 6-a a vízkereszt napja hagyományosan a karácsonyi ünnepkör lezárása és a farsangi időszak kezdete volt. Sok országban ez a karácsonyfa lebontásának napja. Az ünnep előestéjén szentelik meg a szenteltvizet és a tömjént a katolikus papok a templomokban. Az emberek felírták a három napkeleti király nevének kezdőbetűjét a házuk ajtajára. Egyes országokban ma is élő szokás, hogy megajándékozzák a gyerekeket az éjjel az ajtó elé vagy ablakba tett csizmájukba rejtett édességekkel, amit a „háromkirályok” vagy a „jó boszorkány” hoz nekik.
A katolikus templomokban a vízkereszt utáni második vasárnap olvassák fel a papok a Jézus első csodatételéről, a kánai menyegzőről szóló evangéliumi részt. Ezen a napon régen a hívők egy-egy magánházban is összegyűltek és eljátszották a kánai menyegző történetét, majd együtt elfogyasztották a vendégek által hozott étel- és italajándékokat.

### A magyarság körében
Január 1-jén szokás volt újévi jókívánságokat mondani házról házra járva, amiért a háziak almával, dióval kínálták a köszöntőket. Újévkor az egész év sikerét igyekeztek biztosítani különféle kellemes dolgok végzésével. Azt gondolták, hogy ami újév napján történik az emberrel vagy amit cselekszik, az egész évben ismétlődni fog. Aki újévkor korán reggel megmosakodott a kútnál, hogy egész évben friss volt. Aki pedig hajnalban elsőként húzott vizet a kútból, az szerencsét hozó „aranyvizet” merített, amiből a családtagokat is megitatták. Nagyon fontos volt a jó cselekedet az év első napján. Ugyanakkor sokféle tiltás is létezett.
Január 6-a, vízkereszt napján általános szokás volt, hogy a katolikus papok a házakat is meghintették a szentelt vízzel (házszentelés). Ezenkívül elterjedt népszokás volt a „csillagozás”, amikor gyerekek jártak körbe a faluban csillaggal a kezükben és a kis Jézusról szóló énekeket énekeltek. Ez egyes magyarlakta vidékeken még a mai napig is létező szokás.
Január 22-én, Szent Vince napján a szőlőtermesztő falvakban sok helyütt úgynevezett vincevesszőt vágtak, amit a szobában vízbe állítottak. A kihajtott vesszőkből jósolták meg a következő év termését. Ezen a napon a gazdának sok bort kell innia, hogy bő legyen a termés. Ha Vince napján szép, napos volt az időjárás, akkor jó bortermést reméltek, rossz idő esetén viszont gyenge szüretet jósoltak. Ezzel ellentétben, ha három nap múlva, január 25-én, a „pálforduló” (Szent Pál megtérése) napján sütött a nap, akkor a néphit szerint még hosszú kemény télre kellett számítani.
A magyar népi mondóka a január hónapot a következőképpen jellemzi:
Pálnak fordulása
Fél tél elmúlása
Piroska napján a fagy
Negyven napig el nem hagy.
Ha fénylik a Vince,
Megtelik a pince.
A ködös január
Nedves tavasszal jár. 

## Érdekességek

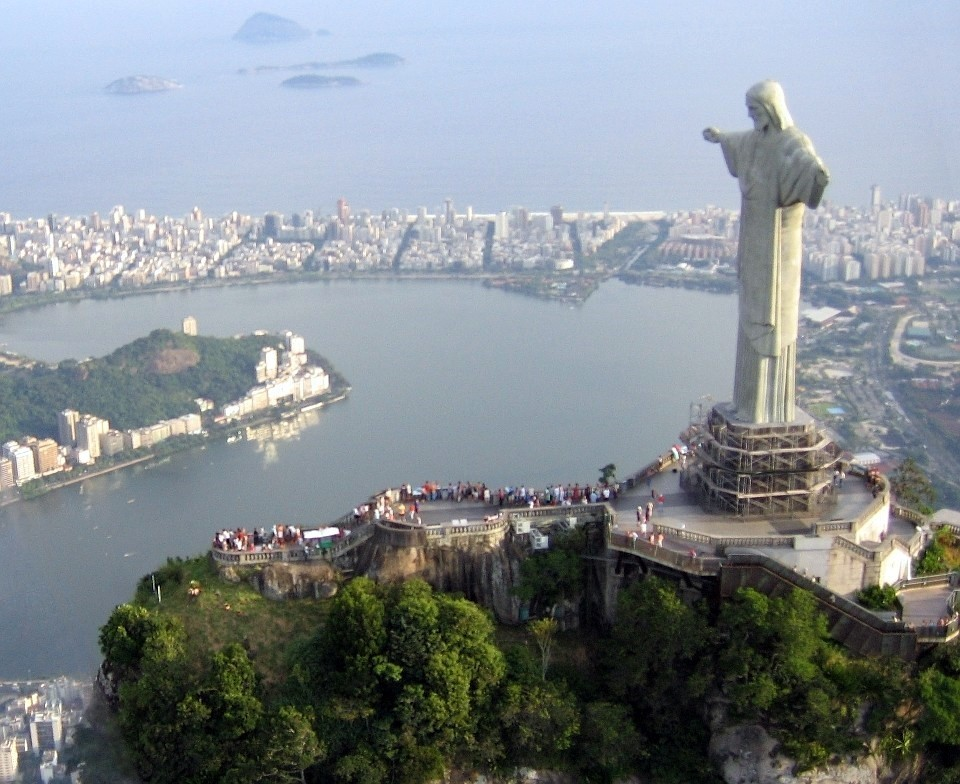
Rio de Janeiro, a „januári folyó” városa

- A horoszkóp csillagjegyei közül az alábbiak esnek a január hónapba:
  - Bak (december 22. – január 20.) és
  - Vízöntő (január 21. – február 19.).
- Január folyamán a Nap az állatöv csillagképei közül a Bak csillagképből a Vízöntő csillagképbe lép.
- Szabályos években a január a hét ugyanazon napjával kezdődik, mint az adott év októbere.
- Szökőévekben a január a hét ugyanazon napjával kezdődik, mint az április és a július.
- Minden évben a január a hét ugyanazon napjával kezdődik, mint az előző évben a május.
- Január virága a hóvirág.[6]
- Január talizmánköve a gránátkő.[6]
- Rio de Janeiro város nevének jelentése portugál nyelven „januári folyó”. A név eredetileg a várost övező Guanabara-öblöt jelöli, és a portugál hajósoktól származik, akik 1502. január 1-jén fedezték fel ezt a helyet, és egy folyó torkolatának vélték. Magának a városnak egyébként eredetileg São Sebastião (Szent Sebestyén) a neve.[7] Lásd még: január 20.

## Január a művészetekben

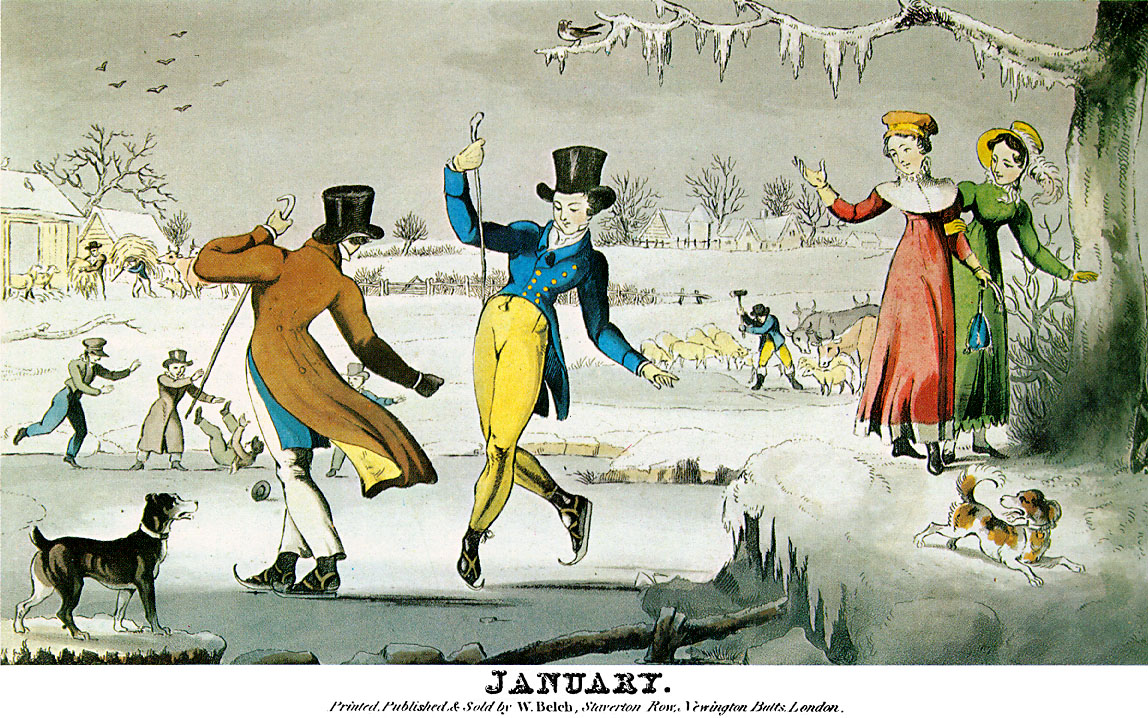
Január - angol képeslap az 1820-as évekből

A januárt számos költő örökítette meg versben, pl.:
- Nemes Nagy Ágnes: Január
- Radnóti Miklós: Január
- Tóth Árpád: Január
- Szabó Lőrinc: Januáréji olvadás
- Szilágyi Domokos: Január